# François Coudray

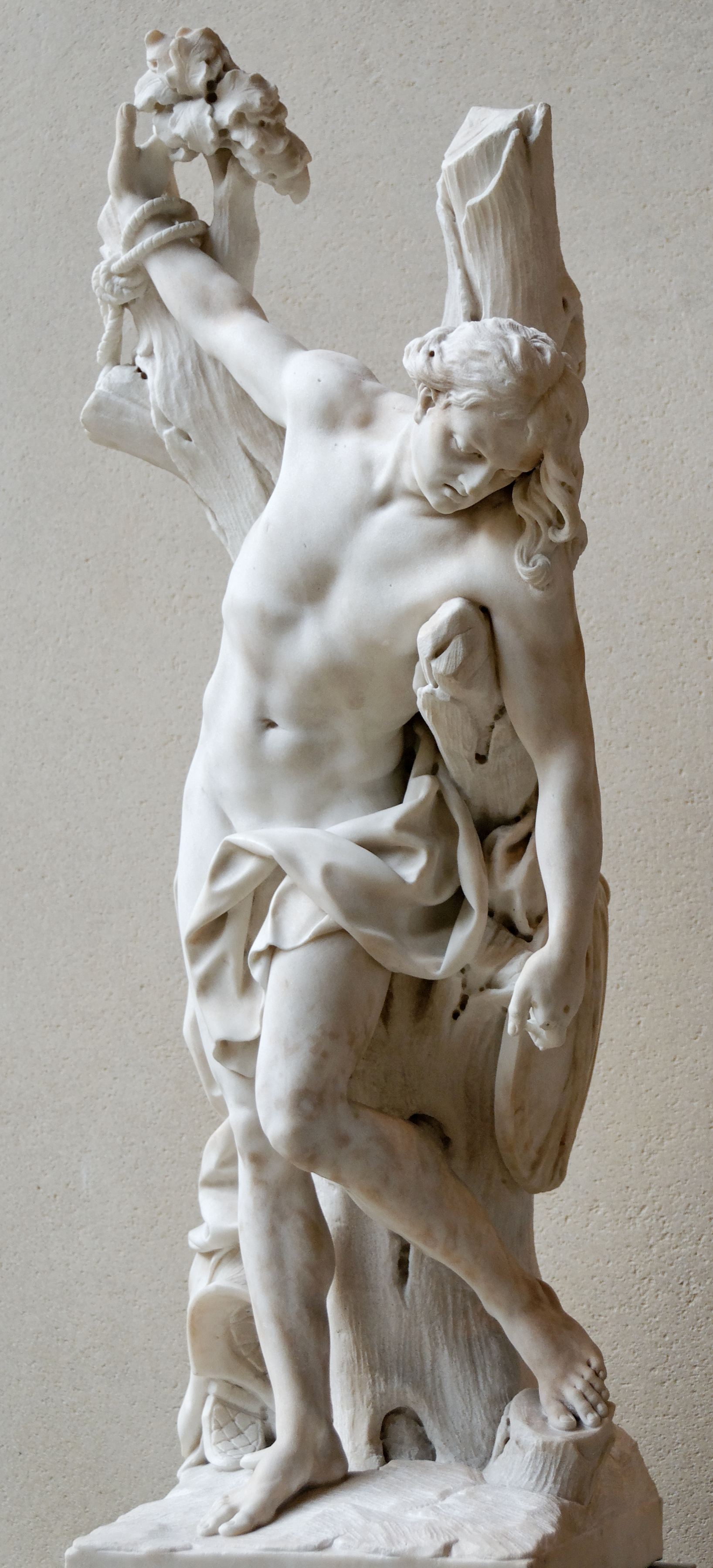
Heiliger Sebastian (1712) von Coudray im Louvre

François Coudray (* 1678 in Villecerf, jetzt Messon; † 29. April 1727 in Dresden) war ein in Sachsen tätiger französischer Bildhauer.

## Werdegang
Coudray war ein Schüler Antoine Coysevox’ und wurde 1712 an der Académie royale de peinture et de sculpture angenommen. Der sächsische Kurfürst und polnische König August der Starke holte ihn im Jahr 1714 gemeinsam mit Jean Joseph Vinache in die sächsische Residenzstadt Dresden. Bereits im Jahr 1715 wurde Coudray zum sächsischen Hofbildhauer ernannt und erhielt die Bürgerrechte der Stadt Dresden. Er schmückte die gewaltigen Gärten des Regenten in Großsedlitz und Pillnitz mit seinen Figuren. Zeitweise arbeitete er in der Werkstatt von Balthasar Permoser bei den Zwingerfiguren mit. Dabei gab es oft Meinungsverschiedenheiten unter den Meistern, so dass Coudray schließlich selbstständig in Dresden arbeitete. Er ist der Vater des Bildhauers Pierre Coudray (1713–1770) und der Urgroßvater des Architekten Clemens Wenzeslaus Coudray (1775–1875).
Er starb 1727 in Dresden und wurde auf dem Alten Katholischen Friedhof beigesetzt. Das Grab ist nicht erhalten.

## Werke (Auswahl)
- Brunnenschale mit Kelch für einen Brunnen im Park des Herrenhauses Gönnsdorf bei Dresden
- 1714: Marmorbüste des Kurprinzen Friedrich August, Staatliche Kunstsammlungen Dresden
- 1718–1721: Mitarbeit am Dresdner Zwinger
- Puttenbrunnen in Dresden-Friedrichstadt
- 1720: zwei Sphingen und mehrere Standbilder aus Sandstein im Barockgarten Großsedlitz
- 1725: zwei Sphingen an der Freitreppe des Pillnitzer Gondelhafens
- Brunnen im Brühlschen Garten, Putte mit Delphin in Muschel- und Felsenwerk in barocker Tradition